# Maanlichtcake
Een maanlichtcake is een vervanging van de maancake. De eerste maanlichtcake verscheen rond 1840 in Hongkong. De mensen in Taiwan noemen maanlichtcake, armencake. Maanlichtcake is een van de traditionele Chinese gebakjes in Hongkong en Taiwan. De ingrediënten van de maanlichtcake zijn eenvoudig. Het bestaat uit witte suiker en meel. De buitenkant lijkt op geroerbake rijstkorrelcake 炒米饼. Als men een stuk maanlichtcake in de mond neemt, smelt het langzaam. De smaak lijkt op wolkensneetjestaart 云片糕.
In Taiwan wordt zoeteaardappeltaart 地瓜饼 ook maanlichtcake genoemd, wat soms voor verwarringen kan zorgen.